# Terpeni
Terpeni (prema terpentin) su hlapljivi nezasićeni ugljikovodici ugodna mirisa.

## Osobine
Ubrajaju se u tzv jednostavne lipide, a sastoje se od izoprenskih jedinica, CH2=C(CH3)-CH=CH2. Monoterpeni sadrže dvije izoprenske jedinice (C10H16), seskviterpeni tri (C15H24), diterpeni četiri (C20H32), itd.
U širem smislu, terpeni obuhvaćaju i više polimere i od terpena izvedene spojeve koji sadrže kisik (terpenoidi). Terpeni se nalaze u mnogim eteričnim uljima; uključuju vitamine A, E i K, karotenoide te fitol (sastojak klorofila).
Znanstveno su i tehnički vrlo važni, jer su karakteristični proizvodi životnih procesa i sastojci većine prirodnih i umjetnih mirisnih tvari. Mnogi su važni u medicini (npr. borneol, geraniol, kamfor, linalol, mentol, limonen, pinen), te se uvelike rabe u parfemima, te kao dodatci hrani (začini).